# La Boite à outils du prof
La Boite à outils du prof est une compilation de logiciels libres (certains sont seulement gratuits) qui s'adresse d'abord aux enseignants, mais aussi aux autres utilisateurs de Windows. Tous peuvent être installés gratuitement en toute légalité. Cette compilation existe en plusieurs versions : cédérom pour un téléchargement rapide, DVD pour une version plus complète. Elle contient de nombreux utilitaires, des logiciels éducatifs pour les enfants, des logiciels dans différentes disciplines (maths, histoire, techno, ...).
Ce projet est construit par un enseignant passionné par les technologies informatiques, Alain Bolli.
Un projet existe aussi pour Linux, il s'appelle Ubuntu-cdprof.

## Historique
(février 2013).
La boite à outils du prof a démarré le 1er janvier 2000. Au départ, cette compilation était composée surtout de produits gratuits, mais peu étaient libres (visionneuse Powerpoint, Internet Explorer, ...). L'interface de départ était créée avec la visionneuse de Powerpoint. Petit à petit le projet a évolué. De la petite dizaine de logiciels, il est passé à plus de 100 logiciels. En 2009, des versions sont apparues dans d'autres langues : anglais et portugais. Quant à l'interface, elle a été développée en Xul et est diffusée en licence GPL.
La dernière version (juin 2009) est la version 9.01. Le chiffre 9 représente la neuvième année et le 01 la première version de cette année.
Le projet est aujourd'hui abandonné.

## Logiciels inclus

### Les plus connus
Cette compilation contient plus de 100 logiciels. Voici un extrait de ces logiciels :
- OpenOffice.org version 3 de la suite bureautique incontournable : traitement de texte, tableur, présentation, dessin
- Mozilla Firefox navigateur web
- Mozilla Thunderbird messagerie
- Pidgin messagerie instantanée
- VLC media player lecteur multimédia (son, vidéo)

### Mais aussi dans les disciplines
- Geogebra géométrie dynamique en maths
- OOo.HG pour avoir des cartes pour OpenOffice.org en histoire-géographie
- Dmaths pour écrire des mathématiques dans OpenOffice.org
- Shtooka pour les cours de langues